# Hogna angusta
Hogna angusta är en spindelart som först beskrevs av Albert Tullgren 1901.  Hogna angusta ingår i släktet Hogna och familjen vargspindlar. Inga underarter finns listade i Catalogue of Life.